# Erich Linder
Erich Linder (Leopoli, 4 luglio 1924 – Milano, 22 marzo 1983) è stato un agente letterario austriaco attivo in Italia. Tra le più autorevoli e influenti figure dell'editoria europea, rappresentò autori del calibro di Ezra Pound, Thomas Mann, James Joyce, Franz Kafka, Philip Roth e molti altri.

## Biografia
Nacque a Leopoli, allora in Polonia, da padre rumeno e madre polacca, entrambi ebrei ashkenaziti. La nascita in territorio polacco, in realtà, avvenne casualmente: i genitori si trovavano in visita a dei parenti. La famiglia, infatti, risiedeva a Vienna e per tutta la vita Linder conservò la cittadinanza austriaca. Durante la sua infanzia, tuttavia, i Linder si trasferirono in Italia, dapprima a Trieste, poi, dal 1934, a Milano dove Erich frequentò la scuola ebraica di via Eupili.
Sorprendentemente, la sua fortunata carriera nell'editoria cominciò poco dopo l'emanazione delle leggi razziali: nel 1939, appena quindicenne, iniziò ad aiutare la segretaria di Arnoldo Mondadori Matilde Finzi, che lavorava da casa essendo anch'essa israelita. In seguito prese a collaborare con la Corticelli editore, frequentando al contempo l'Agenzia letteraria internazionale (ALI), fondata nel 1898 da Augusto Foà, alla ricerca di libri da tradurre dal tedesco.
In questi ambienti avvenne l'incontro con Luciano Foà, figlio di Augusto, che lo volle come redattore delle Nuove Edizioni Ivrea di Adriano Olivetti. Durante questo periodo fece conoscenza con altri collaboratori della casa editrice, tra i quali Roberto Bazlen, Giorgio Fuà, Umberto Campagnolo e Cesare Musatti. Fu proprio quest'ultimo a procurargli dei documenti falsi per celare le sue origini, spostando l'accento del cognome da Lìnder a Lindèr e dichiarandolo veneziano. Dopo l'8 settembre 1943 tentò di riparare in Svizzera, ma venne respinto dalle guardie di frontiera; decise quindi di portarsi a Firenze dove, raccomandato da Ranuccio Bianchi Bandinelli, lavorò come interprete per i tedeschi senza far scoprire la propria identità. Nel 1944, in seguito alla liberazione di Roma, si trasferì immediatamente nella capitale, dove collaborò con la radio della Quinta Armata.
Dopo la guerra frequentò senza concludere gli studi la facoltà di Lettere. Poi collaborò con le Edizioni di Comunità di Adriano Olivetti e in seguito con la casa editrice Bompiani, per poi assumere la presidenza della Agenzia Letteraria Internazionale (1951). Sotto la guida di Erich Linder l'Agenzia Letteraria Internazionale divenne tra le più importanti agenzie letterarie al mondo, e forse la più importante in Europa. Erich Linder fondò succursali anche in Francia e Svizzera, succursali che poi alla morte di Linder divennero indipendenti.
Sposò Mariella Villaroel (Catania 1923 - Zurigo 1979), figlia del poeta Giuseppe Villaroel. Alla morte di Linder, avvenuta nel 1983 per infarto cardiaco, l'Agenzia Letteraria Internazionale fu dapprima rilevata dal figlio Dennis, il quale a sua volta nel 1988 cedette la propria quota a Donatella Barbieri (sorella di Tiziano Barbieri, Editore a Milano). Nell'estate 2008 una quota di maggioranza dell'Agenzia è stata a sua volta ceduta a Chiara Boroli (della famiglia cui fa capo la casa editrice De Agostini).
Come scrisse un autore dell'agenzia, Giordano Bruno Guerri, "il merito grande di Linder era  [...]  di avere tre teste, come Cerbero: quella dell'autore, quella dell'editore e quella del lettore, e di saperle usare, di volta in volta, insieme o disgiunte, magnifico mostro. [...] Curiosissimo di tutto, a tutto attento, la sua conversazione asciutta spaziava su ogni campo, con vertiginosi slanci di ironia e di umorismo, e le sue ragioni erano incrollabilmente poggiate su pilastri inamovibili: giustizia, realismo, preparazione, razionalità."